# La Flamme de la vie
Pour plus de détails, voir Fiche technique et Distribution.
La Flamme de la vie (The Flame of Life) est un film américain réalisé par Hobart Henley, sorti en 1923.

## Fiche technique
- Titre : La Flamme de la vie
- Titre original : The Flame of Life
- Réalisation : Hobart Henley
- Scénario : Elliott J. Clawson d'après le roman de Frances Hodgson Burnett
- Photographie : Virgil Miller
- Société de production : Universal Pictures
- Pays de production : États-Unis
- Format : Noir et blanc - 1,33:1 - Film muet
- Genre : drame
- Date de sortie : 1923

## Distribution
- Priscilla Dean : Joan Lowrie
- Robert Ellis : Fergus Derrick
- Kathryn McGuire : Alice Barholm
- Wallace Beery : Don Lowrie
- Fred Kohler : Spring
- Beatrice Burnham : Liz
- Emmett King : Barholm